# 網鬥士

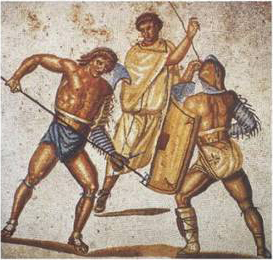
網鬥士以三叉戟刺擊追擊鬥士（secutor）的古羅馬莊園馬賽克藝術。約西元二至三世紀。

網鬥士是古羅馬以仿漁夫裝備——手拋網（rete）、三叉戟（fuscina 或 tridens）和匕首（pugio）進行搏鬥的角鬥士。武裝方面，他戴有護臂（manica）和護肩（galerus），屬輕度裝甲戰士。典型的網鬥士僅在適當處綁上纏腰布（subligaculum），或穿著極輕襯料製成的短袍（tunic），並未配戴頭盔或穿著鞋類。
網鬥士在慣例上常被安排與重型武裝的追擊鬥士（secutor）作戰。網鬥士必須以速度和敏捷性彌補他在武裝保護上的不足，並不斷躲避敵方攻擊，等候反擊的時機。在突擊時，網鬥士首先擲出手拋網，成功拋中目標後，再趁對手被網線糾纏之際以三叉戟進攻。另一種戰術是，以手拋網捕套住敵人的武器，再將它扯離敵人的掌控，使對方陷入沒有武器的狀態。如果手拋網未擊中敵方或被追擊鬥士抓住，那麼網鬥士可以選擇拋棄手拋網，之後再伺機撿回。一般而言，網鬥士必須依靠三叉戟和匕首來結束戰鬥。三叉戟長度大致和人高相等，刃鋒堅硬而銳利，使網鬥士能迅速進行捅擊，並和敵方維持適當距離。匕首是網鬥士最後的備用武器，通常在喪失三叉戟後的近身肉搏戰派上用場。有時候，網鬥士必須同時對抗二個追擊鬥士。此時網鬥士會被置於地勢較高的平台上，並提供他石頭做為擲退敵方用途。
網鬥士最早於西元一世紀出現在競技場上，隨後在二或三世紀時成為標準格鬥項目。由於缺乏武裝以及高度依賴閃躲戰術，網鬥士在原本就屬卑劣的角鬥士階層中，被貶定最為文弱、地位最低。在朱凡諾、塞內卡和蘇埃托尼烏斯的作品中，都可以見到相關論述，認為著短袍進行搏鬥的網鬥士構成了奴隸階層中的另一個弱勢階級（retiarii tunicati）；現實上他們並不被視為合法、正式的角鬥士，而是競技場上的丑角。儘管如此，古羅馬藝術、塗畫和墓誌依然具體留下網鬥士的身影，說明了網鬥士在某方面仍受譽為善戰的戰士。

## 歷史與角色

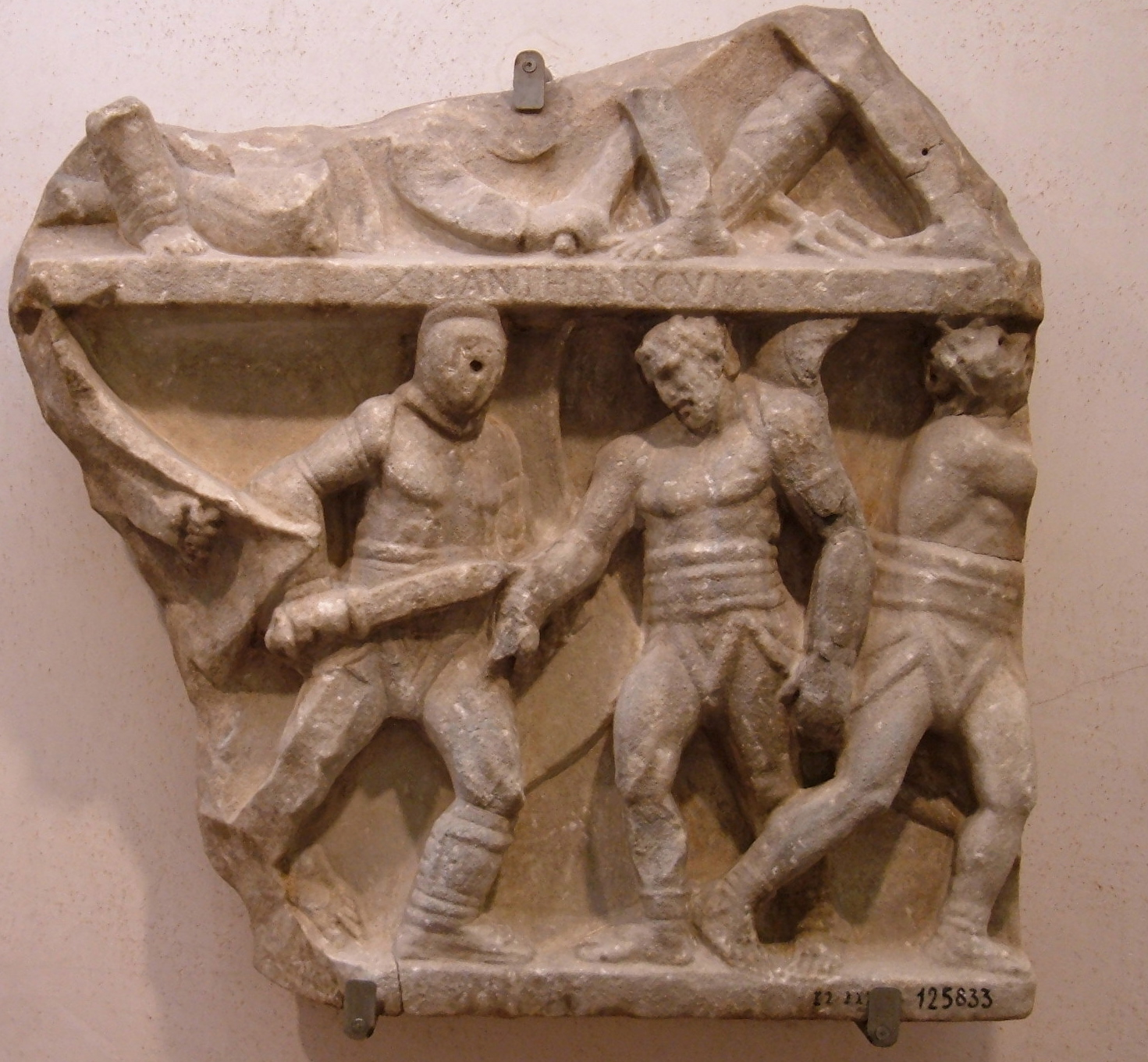
追擊鬥士與網鬥士搏鬥的浮雕

古羅馬角鬥士是一種仿現實軍事的娛樂產物，依據聲望高低進行分類。幾乎所有角鬥士種類都是以實際軍事兵種為根據進行設定的；網鬥士（拉丁文：retiarius，rete意為「網子」）則屬例外，是為海洋主題特別設計的角色。由於很少有角鬥士競賽是在水上舉行，當代人可能因此產生了以漁夫做為角鬥士藍本的靈感。在帝國時期，競技場逐漸流行起不同武裝兵種之間的角鬥士競賽；仿如漁夫捕魚一般，網鬥士對抗追擊鬥士（secutor）的戲碼於是應運而生。更早以前便有穿戴魚造型頭盔的海魚鬥士（murmillo），後來更進一步披上如魚鱗般的甲冑，演變成追擊鬥士。然而，由於兩者武裝的顯著差異，網鬥士和追擊鬥士將競賽推向新的極致。直到帝國時代初期之前，古羅馬藝術和文學從未提及網鬥士；例如，基耶蒂和龐貝大量出土、年代約莫西元一世紀的角鬥士主題浮雕，便沒有任何網鬥士的圖騰。儘管如此，龐貝城的塗畫和手工藝品仍證明了網鬥士在當時代的存在。網鬥士和追擊鬥士的競賽很可能早自西元一世紀中期起盛行，而網鬥士在二或三世紀時成為標準角鬥士項目之一，頗受古羅馬人好評，一直到角鬥士競賽沒落為止。除了「人類對抗自然」的象徵意義外，輕裝的網鬥士也代表著柔弱、女性化的一方，和重裝、象徵男性氣概的追擊鬥士形成對比。網鬥士也被視為和追擊鬥士的火象相對的水象，不斷移動、逃避，另一方則斷然追進。此外，繩鬥士（laquearius）和網鬥士十分類似，但以套索取代手拋網進行搏鬥。
對角鬥士而言，裸袒身體代表嬌氣與柔弱；未武裝的身體部位越多，角鬥士階級越低下。同時，拋擲的網具可能也被視作女性化象徵。因此，網鬥士在角鬥士種類中，名列最羞恥、陰柔，且地位最無足輕重。在競技場上，頭盔是角鬥士實具意義的裝備之一；它能罩住五官，讓角鬥士和觀眾雙方皆擺脫人性的束縛，一方面維繫角鬥士僅存的尊嚴，另一方面減輕觀眾對戰士的悲憫與同情之感。當競技場上殘酷的一刻來臨，必須殺死角鬥士或長期共同生活、受訓的戰友時，對手便會獻上自己的頭盔以示離別與敬意。然而，網鬥士並未獲配頭盔，而是赤裸裸的在大庭廣眾面前袒露臉容。羅馬皇帝克勞狄一世甚至曾下令處死所有戰敗的網鬥士，好讓觀眾欣賞他們痛苦的神情。角鬥士的戰鬥模式又是另一種「娛樂」；他們強調速度和敏捷性、對閃躲戰術的依賴，對比於堂堂正正、直截了當的進攻之下，常被譏為不成體統，淪為競技場上的笑柄。他們被安排住在最差的營房。有的網鬥士會為了提高自身地位，而改接受塞尼阿姆鬥士（samnis）的戰鬥訓練。

## 武裝

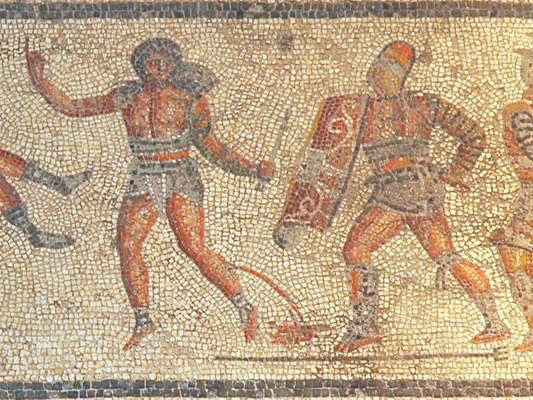
茲利坦馬賽克藝術（約西元200年）。畫面中，網鬥士身上只剩下一把匕首，舉起一隻手指表示投降。他的三叉戟落在對手追擊鬥士的腳邊，手拋網則已遺失。

網鬥士是最容易辨識的角鬥士，即根據他明顯的裝備：護臂（manica）、護肩（galerus）、網（rete）、三叉戟（fuscina 或 tridens）和匕首（pugio）。（角鬥士原文 gladiator，演變自古羅馬短劍 gladius。確切而言，由於網鬥士不以短劍戰鬥，故根本不能算是「角鬥士」。）他的武器和盔甲上常有裝飾，如那不勒斯國家考古博物館的一館藏匕首。考古學家已從龐貝的角鬥士營房遺址挖掘出三件護肩，上面都刻有圖案：其中一件刻了一個錨、一隻螃蟹和一隻海豚；另一件刻了邱比特和海克力斯的首級；第三件刻了武器，一旁則有「RET/SECUND」（網鬥士，第二級）的字樣。